# Saalfeld
Saalfeld (tiếng Đức: Saalfeld/Saale) là một thị xã Đức, thủ phủ của huyện Saalfeld-Rudolstadt trong bang Thüringen. Đô thị này tọa lạc bên tả ngạn sông Saale, cự ly khoảng 50 km (31 mi) về phía nam của Weimar và 130 km (81 mi) về phía tây nam của Leipzig theo đường bộ. Dân số năm 2006 là 27.861 người.
Trận Saalfeld, một phần trong Chiến tranh Napoleon, xảy ra ở đây vào ngày 10 tháng 10 năm 1806.